# Astronomia de onda gravitacional

Representação bidimensional de ondas gravitacionais geradas por duas estrelas de nêutrons orbitando entre si

Astronomia de onda gravitacional é um ramo emergente de astronomia observacional que visa o uso de ondas gravitacionais (pequenas distorções do espaço-tempo preditas pela teoria da relatividade geral de Albert Einstein) para coletar dados observacionais sobre objetos como estrelas de nêutrons e buracos negros, eventos como supernovas e processos como os do Universo inicial logo após o Big Bang.
As ondas gravitacionais têm uma base teórica sólida, baseada na teoria da relatividade. Primeiro, elas foram previstas por Einstein em 1916; embora uma consequência específica da relatividade geral, elas são uma característica comum de todas as teorias da gravidade que obedecem à relatividade especial. A evidência observacional indireta de sua existência veio em 1974 a partir das medidas do pulsar binário Hulse-Taylor, cuja órbita evolui exatamente como seria esperado para a emissão de ondas gravitacionais.
Em 11 de fevereiro de 2016, anunciou-se que o LIGO observou diretamente as ondas gravitacionais pela primeira vez em setembro de 2015. A segunda observação das ondas gravitacionais foi feita em 26 de dezembro de 2015 e anunciada em 15 de junho de 2016.

## Catálogo GWCT - 1

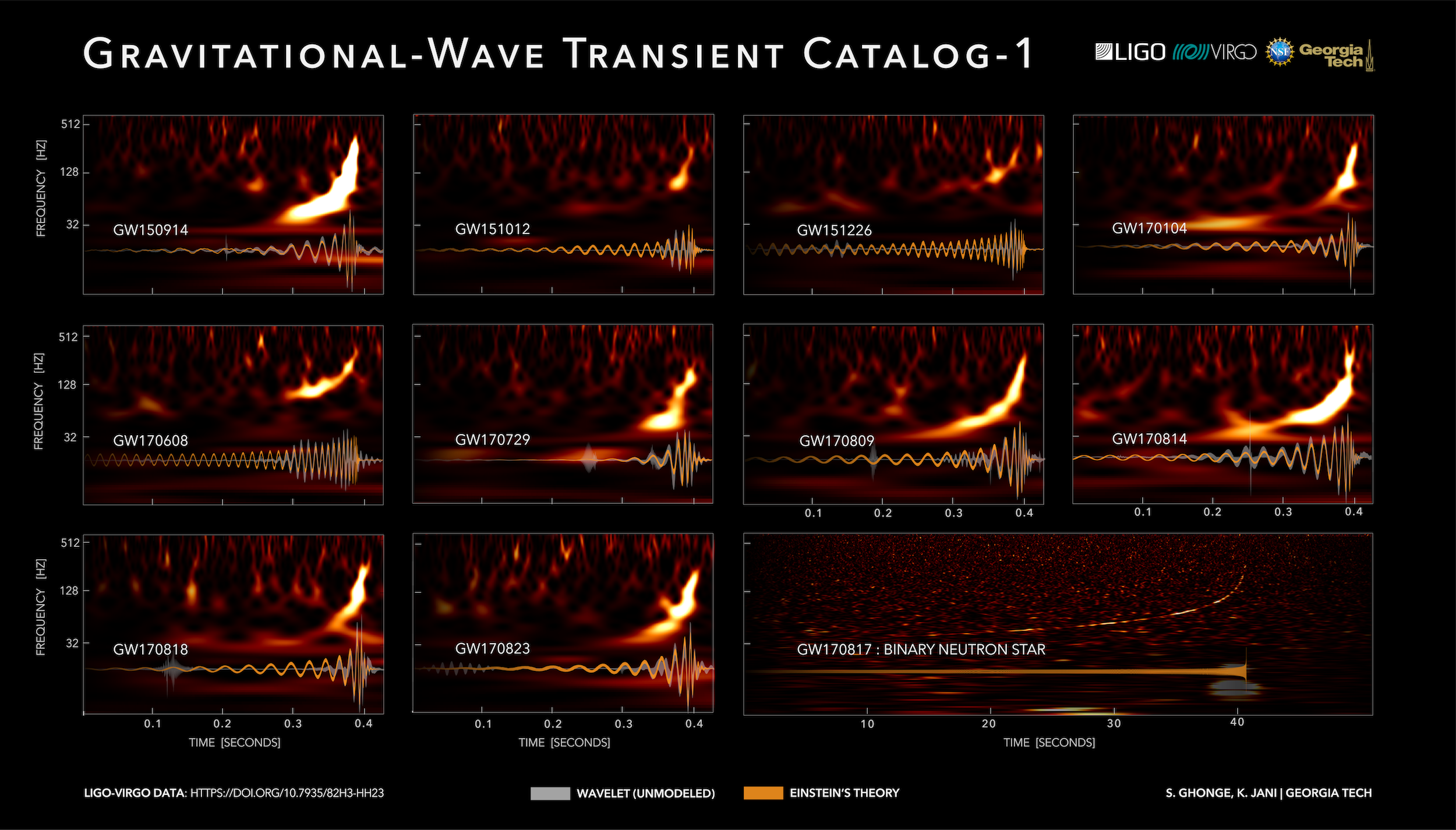
Gravitational Wave Transient Catalog 1 (GWTC-1). Credit: LIGO Scientific Collaboration and Virgo Collaboration/Georgia Tech/S. Ghonge & K. Jani

O GWTC - 1 é o primeiro catálogo de sinais de ondas gravitacionais detectados durante a primeira e a segunda corrida observacional. A primeira ocorreu de 12 de setembro de 2015 até 19 de janeiro de 2016; a segunda ocorreu de 30 de novembro de 2016 até 25 de agosto de 2017. Muitos sinais memoráveis foram detectados, como o primeiro sinal de onda gravitacional, GW150914, e o primeiro sinal da colisão de duas estrelas de nêutrons, GW170817, que possibilitou a detecção da contrapartida eletromagnética.
Na tabela a seguir, temos uma relação entre os sinais detectados com algumas de suas características. Mais detalhes podem ser encontrados na página de Lista de Sinais Observados, em inglês.
| Onda Gravitacional | Comentário |
| ------------------ | --- |
| GW150914           | Primeira detecção de uma Onda Gravitacional (OG) e a primeira vez que se "ouviu" a fusão de dois buracos negros há mais de um bilhão de anos atrás. |
| GW151012           | Antes chamado de LVT151012, não era considerado um sinal de OG mas, após uma melhora nos métodos de análise, for reavaliada como sinal de OG. |
| GW151226           | Mais uma vez foi possível "ouvir" a fusão de dois BN, porém menores do que a primeira detecção e, tal como esta, serviu de teste para a Teoria da Relatividade Geral (TRG) (que passou novamente prevendo bem o comportamento do sistema e das OG).                                                 |
| GW170104           | A análise desta OG permitiu uma contribuição para um ramo da física chamado física de partículas, estimando um limite superior para o gráviton. |
| GW170608           | É o sistema com o par de BN com menores massas detectado até então. |
| GW170729           | Sinal gerado pelo maior sistema binário de BN detectados até então, o maior deles de massa {\displaystyle m_{1}=50,6M_{\odot }}. A fusão do par liberou a maior quantidade de energia detectada, equivalente a quase {\displaystyle 5M_{\odot }}. Também é o sinal mais distante detectado.         |
| GW170809           | É o quarto sinal mais distante de nós e o quinto sistema mais massivo dentre os sinais detectados. |
| GW170814           | A OG produzida por esse sistema foi a primeira a ser observada por três detectores diferentes: os dois do LIGO e o Virgo. Também foi gerada pela fusão de dois buracos negros. |
| GW170817           | Primeira detecção de uma OG gerada pela fusão de duas estrelas de nêutrons observada por dezenas de telescópios terrestres em diferentes tipos de ondas eletromagnéticas, desde o infravermelho, passando pela luz visível até raios gama. O sinal é inteiramente dominado por OG do tipo inspiral. |
| GW170818           | Sinal identificado como a fusão de dois BN que são os restos mortais de duas estrelas muito massivas, foi o segundo sinal detectado por três detectores, os dois do LIGO e o detector Virgo. Por causa disto a sua localização no céu é muito mais delimitada que as demais.                        |
| GW170823           | Sinal oriundo do segundo sistema binário de BN mais massivo, cuja fusão irradiou cerca de {\displaystyle 3,3M_{\odot }} em energia na forma de OG, é também o segundo sinal mais distante recebido.                                                                                                 |

Apresentam-se, na tabela abaixo, os sinais catalogados até O2, mostrando o evento com o tempo em que foi detectado, a data de publicação, a localização no céu, a distância, a energia liberada em forma de ondas gravitacionais, dentre outros parâmetros. Para buracos negros utiliza-se a sigla BN e a sigla EN para estrelas de nêutrons.
| Sinal e horário de detecção (UTC) | Data de Publicação | Área no céu (deg2)                                  | Distância de Luminosidade (Mpc) | Energia Irradiada (c2M☉) | Massa Chirp (M☉)   | Spin efetivo       | Primário | Primário        | Secundário | Secundário      | Remanescente | Remanescente    | Remanescente    | Comentários | Ref.                                                           |
| Sinal e horário de detecção (UTC) | Data de Publicação | Área no céu (deg2)                                  | Distância de Luminosidade (Mpc) | Energia Irradiada (c2M☉) | Massa Chirp (M☉)   | Spin efetivo       | Tipo     | Massa (M☉)      | Tipo       | Massa (M☉)      | Tipo         | Massa (M☉)      | Spin            | Comentários | Ref.                                                           |
| --------------------------------- | ------------------ | --------------------------------------------------- | ------------------------------- | ------------------------ | ------------------ | ------------------ | -------- | --------------- | ---------- | --------------- | ------------ | --------------- | --------------- | --- | -------------------------------------------------------------- |
| GW150914 09:50:45                 | 2016-02-11         | 179                                                 | 430+150 −170                    | 3.1+0.4 −0.4             | 28.6+1.6 −1.5      | −0.01+0.12 −0.13   | BN       | 35.6+4.8 −3.0   | BN         | 30.6+3.0 −4.4   | BN           | 63.1+3.3 −3.0   | 0.69+0.05 −0.04 | Primeiro sinal de onda gravitacional detectado e primeira fusão de buracos negros detectada.                                 | [ 8 ] [ 9 ] [ 7 ]                                              |
| GW151012 [fr] 09∶54:43            | 2016-06-15         | 1555                                                | 1060+540 −480                   | 1.5+0.5 −0.5             | 15.2+2.0 −1.1      | 0.04+0.28 −0.19    | BN       | 23.3+14.0 −5.5  | BN         | 13.6+4.1 −4.8   | BN           | 35.7+9.9 −3.8   | 0.67+0.13 −0.11 | Antes LVT151012; aceito como fonte astrofísica desde 2019                                                                    | [ 10 ] [ 6 ] [ 5 ]                                             |
| GW151226 03:38:53                 | 2016-06-15         | 1033                                                | 440+180 −190                    | 1.0+0.1 −0.2             | 8.9+0.3 −0.3       | 0.18+0.20 −0.12    | BN       | 13.7+8.8 −3.2   | BN         | 7.7+2.2 −2.6    | BN           | 20.5+6.4 −1.5   | 0.74+0.07 −0.05 | | [ 11 ] [ 12 ]                                                  |
| GW170104 10∶11:58                 | 2017-06-01         | 924                                                 | 960+430 −410                    | 2.2+0.5 −0.5             | 21.5+2.1 −1.7      | −0.04+0.17 −0.20   | BN       | 31.0+7.2 −5.6   | BN         | 20.1+4.9 −4.5   | BN           | 49.1+5.2 −3.5   | 0.66+0.08 −0.10 | | [ 13 ] [ 14 ]                                                  |
| GW170608 02:01:16                 | 2017-11-16         | 396; para o norte                                   | 320+120 −110                    | 0.9+0.0 −0.1             | 7.9+0.2 −0.2       | 0.03+0.19 −0.07    | BN       | 10.9+5.3 −1.7   | BH         | 7.6+1.3 −2.1    | BN           | 17.8+3.2 −0.7   | 0.69+0.04 −0.04 | Menor buraco negro progenitor                                                                                                | [ 15 ]                                                         |
| GW170729 18:56:29                 | 2018-11-30         | 1033                                                | 2750+1350 −1320                 | 4.8+1.7 −1.7             | 35.7+6.5 −4.7      | 0.36+0.21 −0.25    | BN       | 50.6+16.6 −10.2 | BN         | 34.3+9.1 −10.1  | BN           | 80.3+14.6 −10.2 | 0.81+0.07 −0.13 | Maiores massas desde GW190521                                                                                                | [ 6 ]                                                          |
| GW170809 08:28:21                 | 2018-11-30         | 340; para Cetus                                     | 990+320 −380                    | 2.7+0.6 −0.6             | 25.0+2.1 −1.6      | 0.07+0.16 −0.16    | BN       | 35.2+8.3 −6.0   | BN         | 23.8+5.2 −5.1   | BN           | 56.4+5.2 −3.7   | 0.70+0.08 −0.09 | | [ 6 ]                                                          |
| GW170814 10∶30:43                 | 2017-09-27         | 87; para Eridanus                                   | 580+160 −210                    | 2.7+0.4 −0.3             | 24.2+1.4 −1.1      | 0.07+0.12 −0.11    | BN       | 30.7+5.7 −3.0   | BN         | 25.3+2.9 −4.1   | BN           | 53.4+3.2 −2.4   | 0.72+0.07 −0.05 | Primeira detecção conjunta pelos três observatórios, junto com a primeira medida de polarização.                             | [ 16 ] [ 17 ]                                                  |
| GW170817 12∶41:04                 | 2017-10-16         | 16; NGC 4993                                        | 40±10                           | ≥ 0.04                   | 1.186+0.001 −0.001 | 0.00+0.02 −0.01    | EN       | 1.46+0.12 −0.10 | EN         | 1.27+0.09 −0.09 | EN           | ≤ 2.8           | ≤ 0.89          | Primeiro sinal da fusão de duas estrelas de nêutrons; primeira contrapartida eletromagnética detectada; evento mais próximo. | [ 18 ] [ 19 ] [ 20 ]                                           |
| GW170818 02:25:09                 | 2018-11-30         | 39; Para Pegasus                                    | 1020+430 −360                   | 2.7+0.5 −0.5             | 26.7+2.1 −1.7      | −0.09+0.18 −0.21   | BN       | 35.5+7.5 −4.7   | BN         | 26.8+4.3 −5.2   | BN           | 59.8+4.8 −3.8   | 0.67+0.07 −0.08 | | [ 6 ]                                                          |
| GW170823 13:13:58                 | 2018-11-30         | 1651                                                | 1850±840                        | 3.3+0.9 −0.8             | 29.3+4.2 −3.2      | 0.08+0.20 −0.22    | BN       | 39.6+10.0 −6.6  | BN         | 29.4+6.3 −7.1   | BN           | 65.6+9.4 −6.6   | 0.71+0.08 −0.10 | | [ 6 ]                                                          |
| GW190408_181802 2019-04-08        | 2020-10-27         | 140                                                 | 1580+400 −590                   |                          | 18.3+1.4 −1.2      | −0.03+0.13 −0.19   | BN       | 24.5+5.1 −3.4   | BN         | 18.3+3.2 −3.5   | BN           | 41.0+3.8 −2.7   | 0.67+0.06 −0.07 | | [ 21 ]                                                         |
| GW190412 2019-04-12 05:30:44      | 2020-04-17         | 156; para Virgo ou Boötes                           | 730+140 −170                    |                          | 13.3+0.4 −0.3      | 0.25+0.08 −0.11    | BN       | 29.7+5.0 −5.3   | BN         | 8.4+1.8 −1.0    | BN           | 37.0+4.1 −3.9   | 0.67+0.05 −0.07 | Possível detecção da fusão de dois buracos negros de massas muito diferentes.                                                | [ 22 ] [ 23 ]                                                  |
| GW190413_052954 2019-04-13        | 2020-10-27         | 1400                                                | 4100+2410 −1890                 |                          | 24.0+5.4 −3.7      | 0.01+0.29 −0.33    | BN       | 33.4+12.4 −7.4  | BN         | 23.4+6.7 −6.3   | BN           | 54.3+12.4 −8.4  | 0.69+0.12 −0.13 | | [ 21 ]                                                         |
| GW190413_134308 2019-04-13        | 2020-10-27         | 520                                                 | 5150+2440 −2340                 |                          | 31.9+7.3 −4.6      | −0.01+0.24 −0.28   | BN       | 45.4+13.6 −9.6  | BN         | 30.9+10.2 −9.6  | BN           | 72.8+15.2 −10.3 | 0.69+0.10 −0.12 | | [ 21 ]                                                         |
| GW190421_213856 2019-04-21        | 2020-10-27         | 1000                                                | 3150+1370 −1420                 |                          | 30.7+5.5 −6.6      | −0.05+0.23 −0.26   | BN       | 40.6+10.4 −6.6  | BN         | 31.4+7.5 −8.2   | BN           | 68.6+11.7 −8.1  | 0.68+0.10 −0.11 | | [ 21 ]                                                         |
| GW190424_180648 2019-04-21        | 2020-10-27         | 26000                                               | 2550+1560 −1330                 |                          | 30.3+5.7 −4.2      | 0.15+0.22 −0.22    | BN       | 39.5+10.9 −6.9  | BN         | 31.0+7.4 −7.3   | BN           | 67.1+12.5 −9.2  | 0.75+0.08 −0.09 | | [ 21 ]                                                         |
| GW190425 2019-04-25 08:18:05      | 2020-01-06         | 28; para Hercules                                   | 159+69 −72                      |                          | 1.44+0.02 −0.02    | 0.012+0.01 −0.01   | EN       | 1.60 - 1.87     | EN         | 1.46 - 1.69     | ?            |                 |                 | | [ 25 ] [ 26 ]                                                  |
| GW190521 2019-05-21 03:02:29      | 2020-09-02         | 765; paraComa Berenices, Canes Venatici, ou Phoenix | 5300+2400 −2600                 | 7.6+2.2 −1.9             | 64+13 −8           | 0.08+0.27 −0.36    | BN       | 85+21 −14       | BN         | 66+17 −18       | BN           | 142+28 −16      | 0.72+0.09 −0.12 | Originalmente nomeado de S190521g. Maiores massas até hoje.                                                                  | [ 27 ] [ 28 ]                                                  |
| GW190814 2019-08-14 21:11:18      | 2020-06-23         | 18.5; para Cetus ou Sculptor                        | 241+41 −45                      |                          | 6.09+0.06 −0.06    | −0.002+0.06 −0.061 | BN       | 23.2+1.1 −1.0   | ?          | 2.59+0.08 −0.09 | BN           | 25.6+1.1 −0.9   | 0.28+0.02 −0.02 | Nenhuma contrapartida eletromagnética encontrada na área de maior probabilidade.                                             | [ 29 ] [ 30 ] [ 31 ] [ 32 ] [ 33 ] [ 34 ] [ 35 ] [ 36 ] [ 37 ] |
| GW200105 2020-01-05 16:24:26      | 2021-06-29         | 7200                                                | 280±110                         |                          | 3.41+0.08 −0.07    | −0.01+0.11 −0.15   | BN       | 8.9+1.2 −1.5    | EN         | 1.9+0.3 −0.2    | BN           |                 |                 | Primeiro evento confirmado da fusão de um buraco negro e uma estrela de nêutrons.                                            | [ 38 ] [ 39 ]                                                  |
| GW200115 2020-01-15 04:23:09      | 2021-06-29         | 600                                                 | 300+150 −100                    |                          | 2.42+0.05 −0.07    | −0.19+0.23 −0.35   | BN       | 5.7+1.8 −2.1    | EN         | 1.5+0.7 −0.3    | BN           |                 |                 | Segundo evento confirmado da fusão entre um buraco negro e uma estrela de nêutrons.                                          | [ 38 ] [ 40 ]                                                  |